# Ambroise Vollard (Kunsthaus de Zurich)
Pour les articles homonymes, voir Ambroise Vollard (homonymie).
Ambroise Vollard est un tableau du peintre français Pierre Bonnard réalisé vers 1904. Cette huile sur toile est un portrait d'Ambroise Vollard, marchand d'art que l'artiste a représenté plusieurs fois et qui apparaît ici assis dans un fauteuil tenant un chat. Elle est conservée à la Kunsthaus, de Zurich.
Bonnard peindra à nouveau Vollard avec un chat vers 1924 dans le Portrait d'Ambroise Vollard au chat, conservé au Petit Palais, à Paris.